# Städtische Sekundarschule Blomberg
Die Städtische Sekundarschule Blomberg (SKS Blomberg) ist eine Sekundarschule und neben der Pestalozzischule (Förderschule mit den Förderschwerpunkt Lernen und Sprache) sowie dem Hermann-Vöchting-Gymnasium eine der drei weiterführenden Schulen in der nordrhein-westfälischen Stadt Blomberg im Kreis Lippe.
Zum ländlich geprägten Einzugsbereich der Schule gehören die Gemeinden Blomberg und Schieder-Schwalenberg im lippischen Südosten.
Die SKS Blomberg ist eine dreizügige Schule mit etwa 500 Schülern und rund 50 Lehrern. Sie umfasst die Jahrgänge 5 bis 10 und ermöglicht alle Bildungsabschlüsse der Sekundarstufe I.
Seit November 2022 wird die Schule von Monika Precker geleitet.

## Standort, Gebäude und Architektur

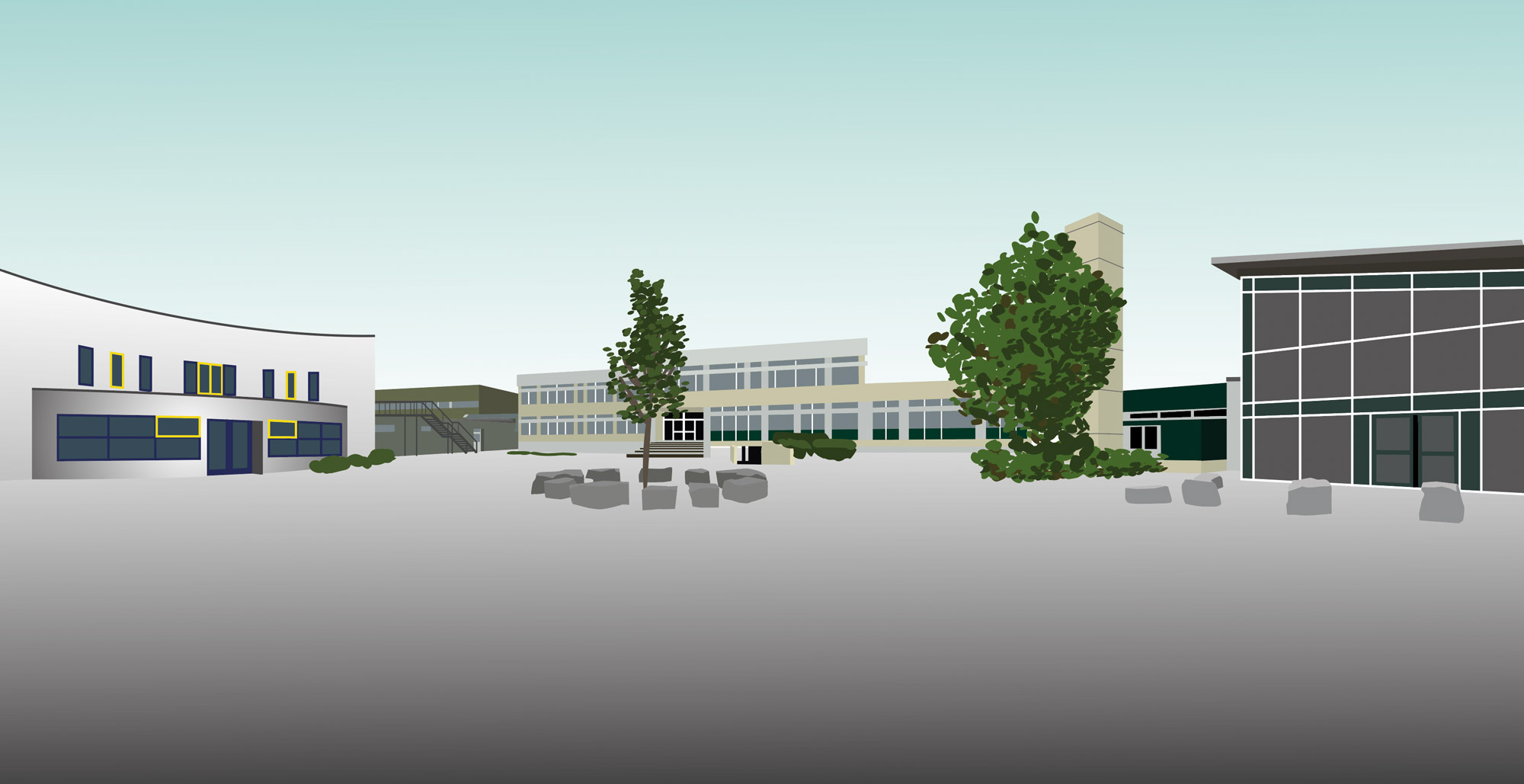
Grafisches Panorama der SKS Blomberg

Die SKS Blomberg ist Teil des Heinrich-Fritzemeier-Schul- und Sportzentrums am östlichen Rand der Stadt Blomberg. Das Schulzentrum umfasst neben der Sekundarschule die Pestalozzischule sowie das Hermann-Vöchting-Gymnasium. Es ist sowohl von Norden über die „Ulmenallee“ als auch von Südosten über die Straße „Am Rammbocke“ erschlossen. An der südöstlichen Zufahrt befinden sich ein Parkplatz und der zentrale Busbahnhof des Schulzentrums.

### Gebäudestruktur und Nutzung
Das Schulgebäude der SKS Blomberg besteht aus den Gebäudeteilen A, B, C (Verwaltung) und D, die rechteckig angeordnet sind und einen von drei Schulhöfen umschließen. Die Gebäudeteile A, B und D verfügen jeweils über drei Etagen, während das C-Gebäude eingeschossig ist. Die Jahrgänge sind nach dem Prinzip der Doppeljahrgangshäuser verteilt: Im Gebäudeteil A sind die Jahrgänge 9 und 10, im Gebäudeteil B die Jahrgänge 5 und 6 und im Gebäudeteil D die Jahrgänge 7 und 8 untergebracht. Team- und Differenzierungsräume für Schüler und Lehrkräfte ergänzen dieses Konzept.
Die Aula, die von allen drei Schulen des Schulzentrums gemeinsam genutzt wird, befindet sich in unmittelbarer Nähe zum B- und D-Gebäude. Über das angrenzende Treppenhaus sind sowohl der sogenannte Fachklassentrakt mit Technik- und Kunsträumen im Erdgeschoss (Ebene F0) als auch die naturwissenschaftlichen Fachräume in der oberen Etage (Ebene F2) zugänglich. Ebenfalls auf Ebene F2 befindet sich ein weiterer Kunstraum, während im Gebäudeteil D auf der Ebene D2 zwei weitere naturwissenschaftliche Räume untergebracht sind.

### Ausstattung und Außenanlagen
Zum Schulzentrum gehören eine Mensa, ein Leichtathletikstadion (mit einer Tartanlaufbahn, einem Rasen-Fußballplatz sowie Anlagen für Weit-, Hoch- und Stabhochsprung), ein Hallenbad (mit einem 25-m-Wettkampfbecken sowie einem Lehrschwimmbecken), einem Kunstrasenplatz sowie zwei Dreifachsporthallen, von denen eine mit einer Tribüne für etwa 1.300 Zuschauer ausgestattet ist.
Die Schulhöfe der SKS Blomberg, darunter der zentrale, von den Gebäudeteilen umschlossene Hof, wurden im Zuge von Modernisierungsmaßnahmen unter Beteiligung von Schülern, Eltern und Lehrkräften gestaltet. Zur Ausstattung gehören auch eine Schulbibliothek, ein Schulgarten sowie verschiedene Bewegungs- und Spielmöglichkeiten auf dem Schulhof.

### Sanierung und Modernisierung
Im Rahmen des Landesprogramms „Gute Schule 2020“ wurden von 2018 bis 2025 sämtliche Gebäudeteile saniert, modernisiert und barrierefrei ausgebaut. Die Maßnahmen erfolgten in sechs Bauabschnitten bei laufendem Schulbetrieb. Insgesamt investierte die Stadt Blomberg rund 6,7 Millionen Euro in das Projekt, davon etwa 1,2 Millionen Euro aus Fördermitteln des Landes Nordrhein-Westfalen. Es wurden rund 8.750 m² Fläche umgestaltet. Die Modernisierung umfasste die Erneuerung der technischen Infrastruktur sowie die Einrichtung moderner Differenzierungs- und Gemeinschaftsbereiche. Die offizielle Wiedereröffnung des modernisierten Schulzentrums fand im Juli 2025 statt.

## Geschichte

### Die SKS im Aufbau
Aufgrund sinkender Schülerzahlen an Haupt- und Realschule beschloss der Rat der Stadt Blomberg, diese Schulformen auslaufen zu lassen und durch eine Sekundarschule zu ersetzen. Ab dem Schuljahr 2014/15 waren somit fünf Schulformen am Blomberger Schulzentrum vertreten: Haupt-, Real-, Sekundarschule, Förderschule und Gymnasium.
Unter Leitung von Ursula König startete die Sekundarschule am 20. August 2014 mit 90 Schülern in vier Klassen des Jahrgangs 5. Im Schuljahr 2016/17 wurde erstmals ein dreizügiger Jahrgang 5 geführt, insgesamt zählte die Schule 289 Schüler.
Sportlich qualifizierte sich die Schule mehrfach für das Westfalenfinale in der Leichtathletik (2016, 2017), zudem wurde eine Kooperation mit dem Unternehmen Phoenix Contact geschlossen, um praxisnahe Lerninhalte zu fördern.
2017 starteten kulturelle Projekte wie das White Horse Theatre, und mit dem Darstellen-und-Gestalten-Abend entstand eine jährliche Theaterveranstaltung („SKS on Stage“).
Vor dem Schuljahr 2018/19 begannen die Renovierungen am A-Gebäude. 2018 erreichte die Schule den ersten Platz im Leichtathletik-Landesfinale und feierte diverse Erfolge bei Basketball- und Fußballkreismeisterschaften.

### Vollständiger Ausbau und weitere Entwicklung
Der Ausbau der SKS Blomberg wurde 2019 abgeschlossen, Haupt- und Realschule liefen aus. Die Schule verbrachte einen gemeinsamen Ausflug nach Wolfsburg zur Autostadt und dem Phæno-Museum.
2020 wurde das B-Gebäude fertiggestellt. Während der COVID-19-Pandemie erhielt die Schule iPads zur Unterstützung des Distanzlernens.
2021/22 führten die „Teamtage“ den Jahrgang 5 zusammen, begleitet von eigens für die Fünftklässler angeschafften Schul-T-Shirts. Gleichzeitig wurde der Buena Vista Fitnessclub als Partner im Schulsport gewonnen.
Im Februar 2022 nahm die Schule die ersten geflüchteten Schüler aus der Ukraine auf; die Schulgemeinschaft zeigte mit einem Peace-Zeichen ihre Solidarität. Im Sommer 2022 verabschiedete die Schule ihre langjährige Schulleiterin Ursula König mit einem Fest.

### Die SKS unter Monika Precker
Nach der kommissarischen Leitung durch André Heinze, übernahm Monika Precker im November 2022 die Schulleitung. Die Schülervertretung verabschiedete ihre erste Satzung und wählte ihr Kernteam.
Die 5. und 6. Klassen zogen nach den Herbstferien 2022 in den sanierten Gebäudeteil D. Ende 2022 wurde eine Schulbekleidungskollektion eingeführt.
2023 wurde die Schule an das Breitbandnetz angeschlossen und ein schulinterner Podcast gestartet.
Im April 2023 organisierten Schülerinnen eine Spendenaktion für die Erdbebenopfer in der Türkei und Syrien.
Die SKS erreichte mehrfach den ersten Platz im Sportabzeichen-Wettbewerb des Kreissportbundes Lippe und erhielt wiederholt das Medienscouts-NRW-Abzeichen.
Nach der Pandemie wird wieder jährlich „SKS on Stage“ aufgeführt.
Im November 2024 wurde die SKS in das Netzwerk „Schule ohne Rassismus – Schule mit Courage“ aufgenommen.
Im April 2025 fand erstmals die Skifreizeit „SKS-Alpin“ in Mallnitz (Österreich) statt. 38 Schüler*innen der Jahrgänge 6 bis 10 erlebten unter Begleitung von Lehrkräften eine Einführung in den alpinen Skisport.
Am 30. August 2024 feierte die SKS Blomberg ihr 10-jähriges Bestehen mit einem Schulfest unter dem Motto „Gemeinsam gestalten, gemeinsam feiern“. Die Veranstaltung umfasste ein vielfältiges Programm für alle Altersgruppen. Zudem entstand im Rahmen der Projektwoche ein Imagefilm, der die SKS Blomberg vorstellt.

## Schulprofil
Die SKS Blomberg hat etwa 500 Schüler und bildet alle Jahrgänge der Sekundarstufe I (5 bis 10) ab. Sie ermöglicht sämtliche Abschlüsse der Sekundarstufe I und bereitet sowohl auf eine Berufsausbildung als auch auf den Übergang in die gymnasiale Oberstufe vor.
Individuelle Förderung und differenzierter Unterricht sollen jedem Schüler den bestmöglichen Abschluss ermöglichen. Darüber hinaus bietet die Schule vielfältige Angebote im künstlerischen, sprachlichen und sportlichen Bereich zur Persönlichkeitsentwicklung.

### Leitbild

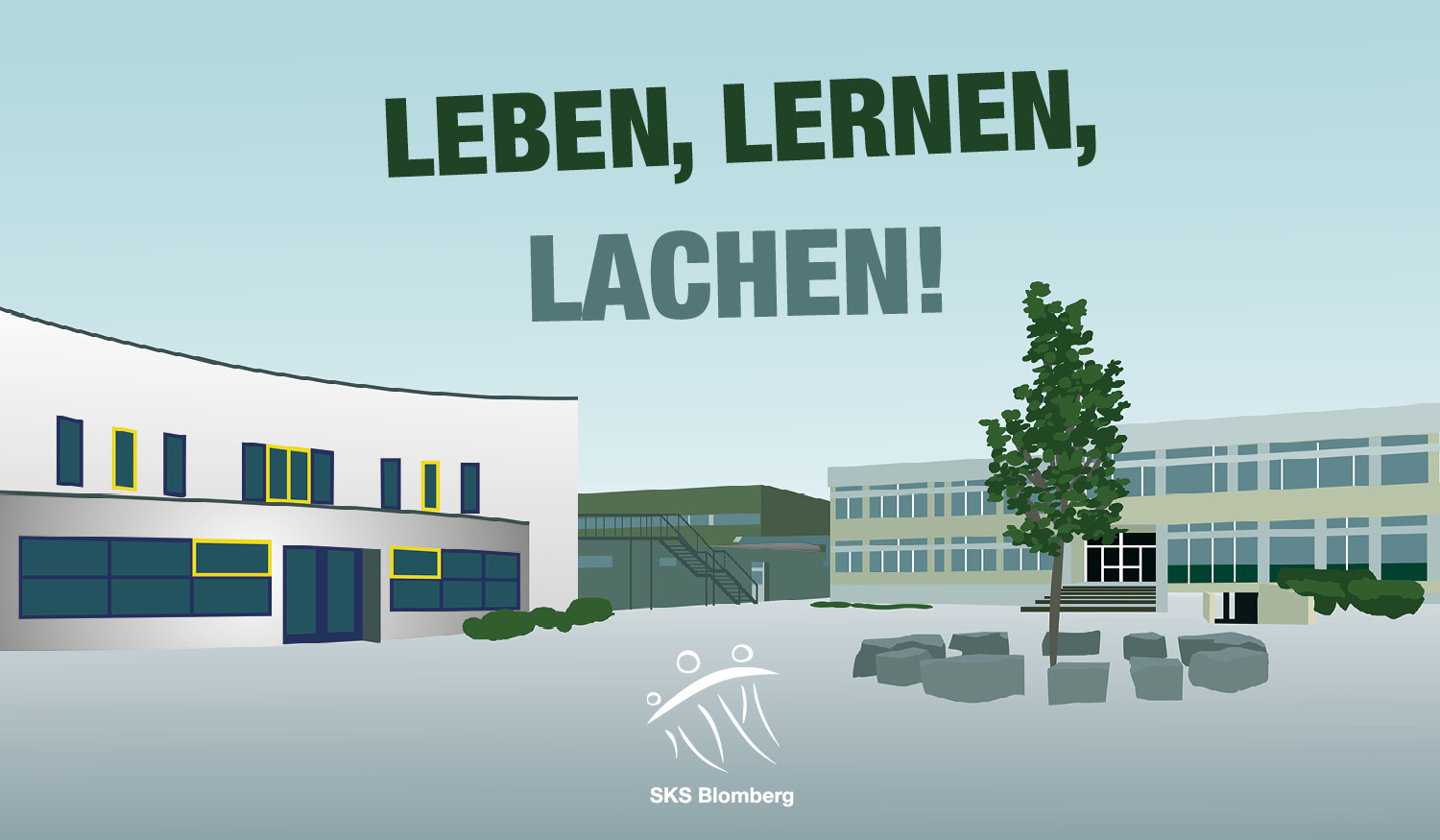
Leben, Lernen, Lachen

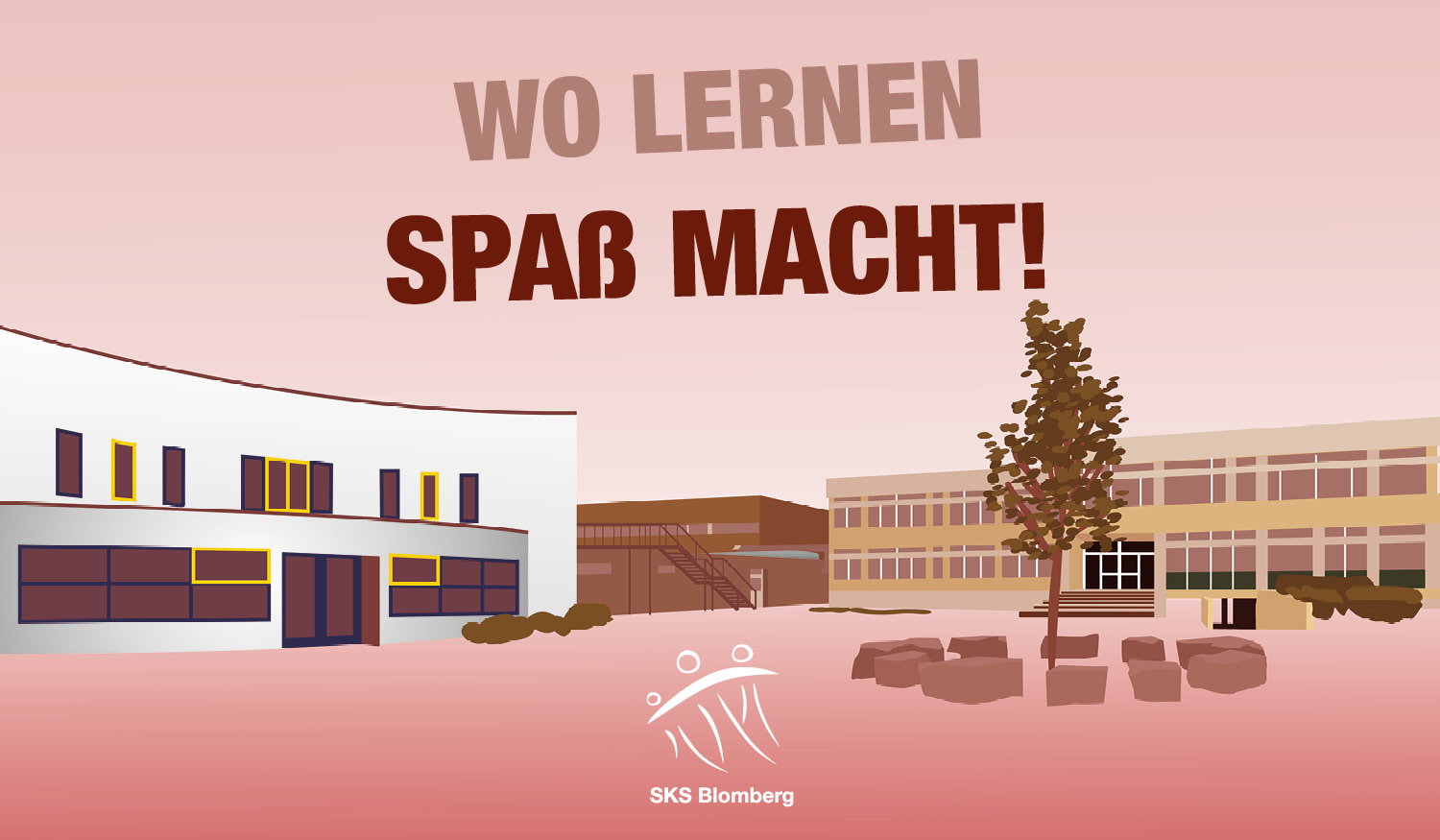
Wo Lernen Spaß macht

Das Leitbild lautet: „Miteinander – Voneinander – Füreinander | Schule mit Anspruch, Raum und Zeit“. Es steht für gemeinsames Lernen von Kindern mit unterschiedlichen Hintergründen und Leistungsfähigkeiten, gegenseitigen Respekt sowie für das Verständnis der Schule als lernendes soziales System. Gymnasiale Standards sollen berücksichtigt und durch ausreichend Raum und Zeit für individuelle Förderung ermöglicht werden, damit alle Schüler ihr Potenzial entfalten können.

### Sprachen und Wahlpflichtunterricht
Neben den Kernfächern Deutsch und Englisch bietet die SKS ab Jahrgang 7 Französisch als Wahlpflichtfach an, ab Jahrgang 9 zudem Spanisch im Ergänzungsunterricht.
Der Wahlpflichtunterricht (WPU) umfasst ab Klasse 7 neben einer zweiten Fremdsprache weitere Schwerpunkte aus Arbeitslehre, Naturwissenschaften oder gesellschaftswissenschaftlich-wirtschaftlichen sowie künstlerisch-musischen Bereichen. Zur Auswahl stehen z. B.:
- Technik
- Ernährung, Konsum, Gesundheit
- Darstellen und Gestalten (Kunst, Musik, Sprache, Tanz, Theater)
- Naturwissenschaften (Biologie, Chemie, Physik)
- Französisch (als zweite Fremdsprache)

Das Wahlpflichtfach wird regulär bis Klasse 10 belegt und fließt mit in den Abschluss ein.

### Ergänzungsunterricht
Ergänzungsunterricht (EGU) steht allen Jahrgängen 5 bis 10 offen und fördert vorrangig Deutsch, Mathematik, Fremdsprachen, Informatik, Naturwissenschaften, Wahlpflichtfach sowie berufsorientierende Angebote.
In den Jahrgängen 5 bis 7 werden in Kooperation mit dem Kinderschutzverein regelmäßig wechselnde Arbeitsgemeinschaften angeboten, in den Jahrgängen 9 und 10 erfolgt die Wahl jährlich.

### Internationale Klasse
Für neu zugewanderte Schüler gibt es die „Internationale Klasse“, die Deutsch als Zweitsprache mit Schwerpunkt auf Sprachförderung anbietet. Ziel ist die Orientierung, Integration in die Lebenswelt und das Schulsystem sowie die Vorbereitung auf Ausbildung und Beruf. Dabei sind Klassenlehrer und feste Klassenräume, multiprofessionelle Teams (Schulsozialarbeit, Berufsberatung) und der Kinderschutzverein eingebunden.
Die Verweildauer in der Internationalen Klasse beträgt bis zu zwei Jahre, mit frühzeitigem Einbezug in den Regelunterricht entsprechend dem Leistungsstand. Zusätzlich finden individuelle Sprachförderungen statt. Die Schüler nehmen aktiv am Schulleben teil, etwa an Ausflügen, Projekten und Sportveranstaltungen.

### Abschlüsse
An der SKS können folgende Sekundarstufenabschlüsse erworben werden:
- Erster Schulabschluss (nach Klasse 9)
- Erweiterter Erster Schulabschluss (nach Klasse 10)
- Mittlerer Schulabschluss (Fachoberschulreife)
- Mittlerer Schulabschluss mit Qualifikationsvermerk für die gymnasiale Oberstufe

### Schülervertretung

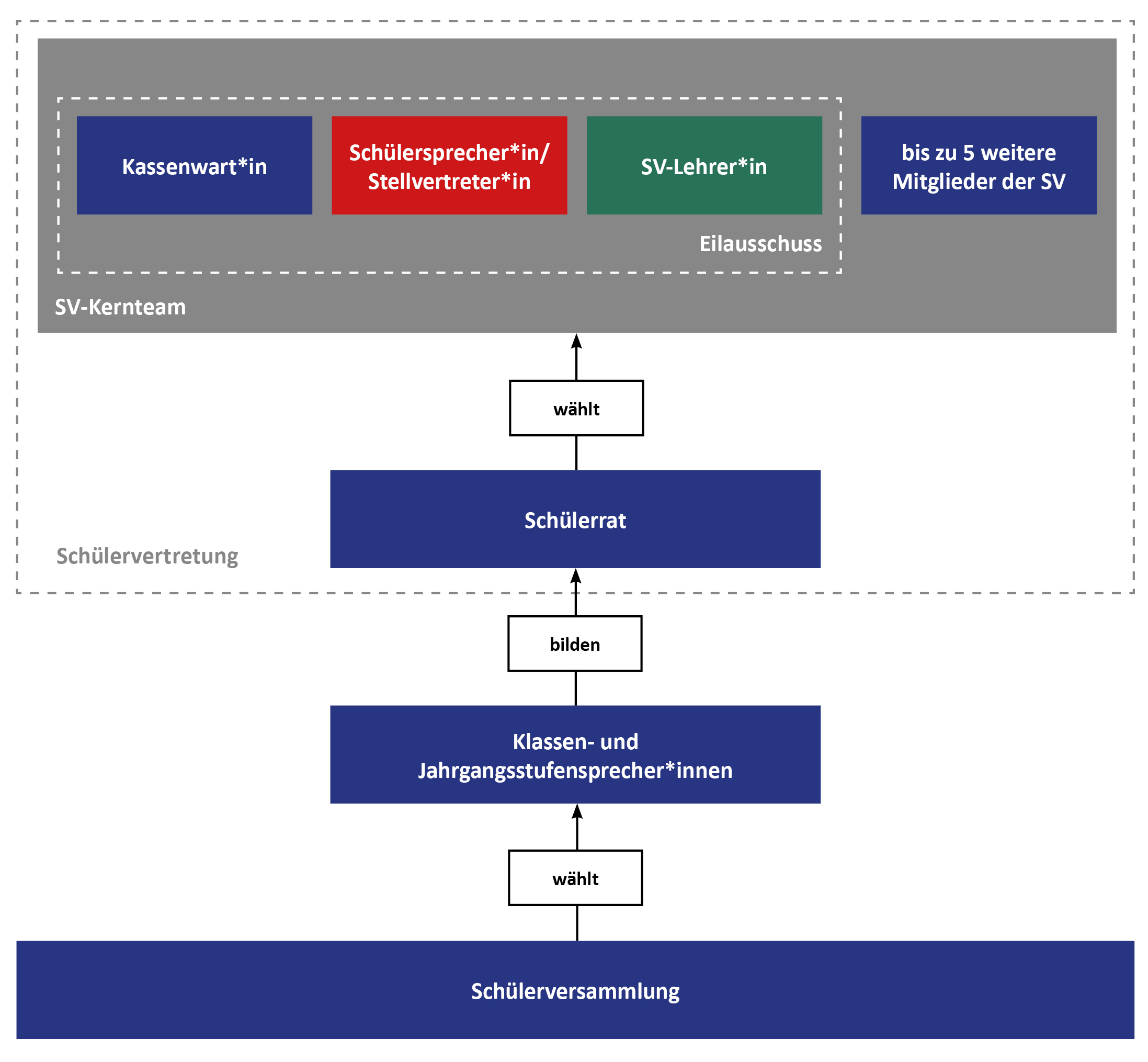
Organigramm der Schülervertretung der SKS Blomberg

Die Schülervertretung (SV) dient als Bindeglied zwischen Schülern und Lehrern und vertritt die Interessen der Schüler. Sie organisiert Projekte, Aktionen, Veranstaltungen und Ausflüge und wirkt aktiv an der Schulgestaltung mit.
Seit dem Schuljahr 2022/23 verfügt die SV über eine eigene Satzung. Besonderheit ist das „SV-Kernteam“, das vom Schülerrat (bestehend aus Klassen- und Jahrgangsstufensprechern) gewählt wird. Dieses Team besteht aus Schülersprecher und Stellvertreter, Kassenwart, Verbindungslehrer, SV-Lehrer sowie bis zu fünf weiteren Mitgliedern.

## Weitere Projekte und Angebote

### SKS 4U

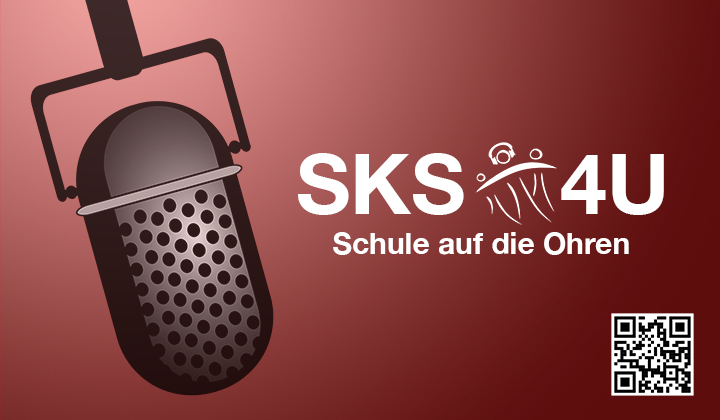
Der (Schul-)Podcast: SKS 4U

Der Podcast „SKS 4U“ richtet sich an Schüler, Lehrkräfte, Erziehungsberechtigte sowie alle Interessierten an schulischen Themen der SKS Blomberg. Er bietet Einblicke in den Schulalltag und behandelt verschiedene Aspekte des Lernens und Lebens an der Schule.
Der Podcast besteht aus zwei Formaten: Einem regulären Gesprächsformat mit Episoden von meist 10 bis 15 Minuten Länge und dem „SKS Talk“ mit tiefergehenden Experteninterviews von bis zu 45 Minuten, die unregelmäßig veröffentlicht werden. Die Episoden sind über die Schulwebsite, die Podcast-Webseite sowie auf gängigen Plattformen verfügbar.
Ziel von „SKS 4U“ ist die Stärkung des Interesses an schulischen Themen, die Förderung der Schulidentifikation sowie die Bereitstellung einer Plattform für Austausch und Information.

### SKS on Stage
Unter dem Motto „SKS on Stage“ präsentieren Schülerinnen und Schüler der „Darstellen & Gestalten“-Kurse sowie weiterer Arbeitsgemeinschaften im Rahmen einer abendlichen Show verschiedene Stücke, die sie im Verlauf des Schuljahres erarbeitet haben.

### Medienscouts
Die Medienscout-Ausbildung begann 2019 mit Workshops zur digitalen Welt und deren Risiken. Nach Abschluss der Ausbildung unterstützen die Medienscouts ihre Mitschülerinnen und Mitschüler im Peer-Education-Ansatz, indem sie Schulungen anboten, Vorträge hielten und mediale Veranstaltungen begleiteten. Sie organisierten Videospielturniere, pflegten den Instagram-Auftritt der Schule und halfen bei der Bedienung und Einrichtung digitaler Geräte. Beratungslehrer begleiten das Programm seit Beginn.

### Sporthelfer
Die Ausbildung zum Sporthelfer richtet sich an Schülerinnen und Schüler im Alter von 13 bis 17 Jahren, die Bewegungs-, Spiel- und Sportangebote in Schule oder Verein betreuen möchten. Mit dem Qualifikationsnachweis sind sie berechtigt, bei Schulveranstaltungen und Sportvereinen als Sporthelfer zu arbeiten. Tätigkeitsfelder umfassen Pausensport, Schulsportgemeinschaften, Sportfeste, Wettkämpfe, Projekte und Schulfahrten.

## Kooperationspartner

### Förderverein der Sekundarschule Blomberg e.V.
Der seit 2014 bestehende Förderverein unterstützt die SKS Blomberg ideell und finanziell. Er fördert die Zusammenarbeit von Erziehungsberechtigten, Schülern und Lehrkräften und informiert öffentlich über Schulaktivitäten. Gefördert werden unter anderem das Schul-T-Shirt für die neuen Fünftklässler, einmalige Anschaffungen sowie Zuschüsse zu Klassenfahrten. Außerdem betreibt der Förderverein die Cafeteria auf der jährlichen Blomberger Ausbildungsmesse.

### Kinderschutzverein Blomberg e.V.
Seit 2015 ist der Kinderschutzverein Kooperationspartner im Ganztag. Er bietet musische, kreative, sportliche und berufsorientierende Arbeitsgemeinschaften an, darunter Erste-Hilfe-Kurse, Projekte im Kreisseniorenheim und die Betreuung der Mittagspause.

### Jugendzentrum Blomberg (JuZ)
Das Jugendzentrum arbeitet mit der SKS bei Aktionen, Veranstaltungen und gemeinsamen Projekten vor Ort oder im JuZ zusammen. Seit 2019 finden regelmäßig U18-Wahl statt, außerdem entstand das Projekt „DENK-MAL“, ein künstlerischer Umgang mit Erfahrungen nach der COVID-19-Pandemie.

### Agentur für Arbeit
Die Bundesagentur für Arbeit unterstützt schulische Berufsorientierung ab Klasse 9.
- Fit for Job: Freiwilliges Projekt zur individuellen Förderung beim Übergang Schule-Beruf, mit Kompetenzfeststellung, Bewerbungstraining und Praktika. Mitfinanziert durch lokale Betriebe und Stiftungen.
- Berufseinstiegsbegleitung: Förderung für Jugendliche mit Unterstützungsbedarf bis zu 24 Monate nach Schulende, z. B. bei Ausbildungsplatzsuche und Stabilisierung des Ausbildungsverhältnisses.

### Phoenix Contact
Seit 2016 besteht eine enge Kooperation mit dem Unternehmen Phoenix Contact zur praxisnahen Unterrichtserweiterung und Förderung des Austauschs zwischen Schule und Wirtschaft.

### SynFlex Elektro GmbH
SynFlex unterstützt Projekte zur Berufsorientierung und ist aktiver Partner u. a. beim Projekt „Fit for Job“.

### SHWire (Schwering & Hasse Elektrodraht)
Seit 2024 ermöglicht SHWire praxisnahe Einblicke in technische Berufe und Produktionsprozesse durch Werksführungen und Informationsveranstaltungen.

### Buchhandlung Stephan Jaenicke
Im Rahmen der Leseförderaktion „Ich schenk dir eine Geschichte“ besuchen die 5. Klassen die Buchhandlung in Detmold, um Buchgutscheine einzulösen und erhalten dabei Einblicke in den Buchhandel.

### Fitness First
Seit 2021/22 kooperiert die Schule mit dem Fitnessstudio Fitness First. Lehrkräfte nutzen Räumlichkeiten und Ausstattung im Sportunterricht der Jahrgangsstufe 10.

## Schulleiter
| Liste der Schulleiter der SKS Blomberg | Liste der Schulleiter der SKS Blomberg |
| Jahr                                   | Name                                   |
| -------------------------------------- | -------------------------------------- |
| August 2014 bis Juli 2022              | Ursula König                           |
| August 2022 bis November 2022          | André Heinze (kommissarisch)           |
| November 2022 bis heute                | Monika Precker                         |

## Auszeichnungen
- Medienscouts-NRW-Abzeichen 2024[29]
- Schule ohne Rassismus – Schule mit Courage[31]